# Cassipourea congensis
Cassipourea congensis là một loài thực vật có hoa trong họ Rhizophoraceae. Loài này được R.Br. ex DC. mô tả khoa học đầu tiên năm 1828.